# 25036 Елізабетгоф
25036 Елізабетгоф (25036 Elizabethof) — астероїд головного поясу, відкритий 17 серпня 1998 року.
Тіссеранів параметр щодо Юпітера — 3,473.